# Retrat de l'escultor Jens Adolf Jerichau, el marit de l'artista
El Retrat de l'escultor Jens Adolf Jerichau, el marit de l'artista és un retrat realitzat amb pintura a l'oli de l'escultor danès Jens Adolf Jerichau pintat el 1846 per Elisabeth Jerichau-Baumann, el mateix any en què es van casar. L'obra es troba en la Galeria Nacional de Dinamarca (Copenhaguen).

## Autora
Elisabeth Jerichau-Baumann era una artista femenina de parla alemanya. Quan en 1848, va arribar a Copenhaguen, ella es va caracteritzar com una estrangera i no va ser ben rebuda en la cultura danesa, que estava més preocupada per la continuació del llegat de l'Edat d'Or danesa segons l'expressat per Christoffer Wilhelm Eckersberg i Niels Lauritz Høyen.

## Descripció
El retrat va ser pintat el 1846, el mateix any que Elisabeth Baumann i Jens Adolf Jerichau es van casar i durant l'Edat d'or danesa.
La pintura mostra a Jens Adolf Jerichau assegut i mirant lleugerament cap al seu costat esquerre en lloc del més normal cap a l'espectador. El focus principal està a les mans de l'escultor, les «mans creatives». A la mà esquerra Jerichau- porta un anell de compromís i a la mà dreta sosté una mica de material probablement de l'escultura que s'albira al fons, un esbós per a una obra d'Hèrcules i Hebe de 1845. L'artista mostra el domini del seu marit en la tradició escultòrica.

## Donació
Sobre aquest retrat l'autora Elisabeth Jerichau-Baumann havia comentat en una carta que: «conté els records més benvolguts de la seva vida conjugal» i «que no es vendria mentre ella estiguès viva». La pintura va ser donada com un regal a la Galeria Nacional de Dinamarca per Brewer JC Jacobsen el 1876 que l'havia rebuda després de la mort de l'artista el 1881.

## Europeana 280
Per l'abril de 2016, la pintura Retrat de l'escultor Jens Adolf Jerichau, el marit de l'artista va ser seleccionada com una de les deu obres artístiques més importants de Dinamarca pel projecte Europeana.